# Kašpar Rosa
MUDr. Kašpar Rosa (ur. 4 stycznia 1844 w Suchovršicach, zm. 1 grudnia 1930 w Hořičkach) – czeski lekarz.

## Życiorys
Urodził się 4 stycznia 1844 w Suchovršicach w powiecie Trutnov.
Studiował w gimnazjum w Broumovie i w Litomyšlu. Stamtąd wyjechał na studia na Wydziale Lekarskim w Ołomuńcu. Promował w 1868 r.
Następnie pracował przez niecałe dwa lata w Úpicy. Do gminy Hořičky przyszedł w 1869 r. i w 1884 r. otworzył w domu nr 6 swoje sanatorium z dziesięcioma łóżkami.
Oprócz swojej praktyky medycznej zwracał uwagę na interesy publiczne. W latach 1871–1904 był członkiem zarządu gminy, między tym w okresie dwóch kadencji został burmistrzem. Ponadto od wielu lat był członkiem i przewodniczącym lokalnej rady szkolnej, nadzorcą szkolnym (1892-98) oraz pierwszym prezesem Ochotniczej Straży Pożarnej w Hořičkach (1881-89).
20 października 1910 został uhonorowany Złotym Krzyżem Zasługi z Koroną za ponad 40-letnią ofiarną oraz bezinteresowną pracę lekarską. 6 stycznia 1920 r. został mianowany honorowym obywatelem gmin Hořičky, Brzice i Litoboř za zasługi oraz 50 lat pracy lekarskiej.
MUDr. Rosa był przyjacielem MUDr. Antonína Čapka, ojca pisarza Karla Čapka i malarza Josefa Čapka. Ich siostra Helena przypomina w książce „Moji milí bratři“ wizyty Čapków w sanatorium dr Rosy oraz jego doskonałe umiejętności medyczne.
Zmarł 1 grudnia 1930 w Hořičkach i jest pochowany na miejscowym cmentarzu.